# یدالله ابراهیمی
یدالله ابرهیمی از سیاستمداران ایرانی بود، که در دوره‌ هجدهم بعنوان نماینده کرمان در مجلس شورای ملی حضور داشت.